# Email

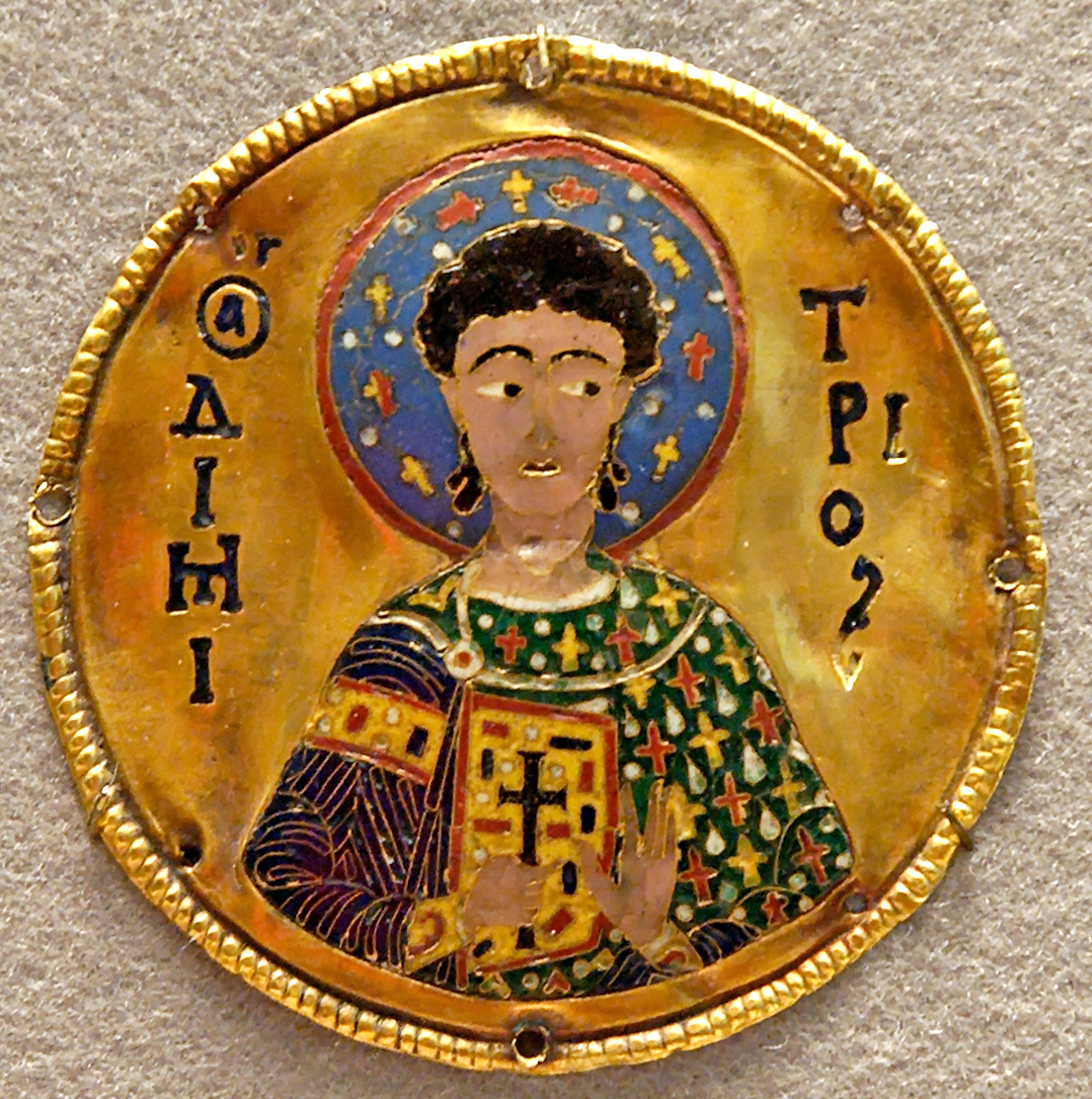
Obiect decorativ bizantin, realizat în tehnica cunoscută sub numele de cloisonné, circa 1100.

Emailul este o masă anorganică solidă și dură de smalț translucid sau chiar transparent obținută prin adăugarea unei pulberi de sticlă la o suprafață solidă urmată de încălzirea ansamblului la temperaturi cuprinse între 750 și 850 grade Celsius, până la topirea sticlei și aderarea sa definitivă la suprafața respectivă. Emailul, care seamănă la aspect atât cu sticla cât și cu ceramica, fiind chimic și mecanic extrem de asemănător cu ambele (adică aproape inert și foarte dur), conferă materialului pe care îl acoperă protecție chimică, izolare electrică și mecanică superioare, respectiv un aspect decorativ deosebit de atrăgător.
Cuvântul email, care se pronunță e-'mail, uneori și cu 3 silabe e-'ma-il, provine din cuvântul francez émail, ortografiat uneori și emaille (pronunțat în acest caz e-'mai), în timp ce cuvântul smalț (un sinonim relativ apropiat al cuvântului email) provine din germană, în care cuvântul Schmelz înseamnă topitură.
Emailarea suprafețelor care urmează a fi acoperite se obține prin întreruperea procesului de topire a masei constituente, puțin înainte de topirea deplină. Masa emailurilor se compune de cele mai multe ori din silicați și oxizi, la care se adaugă coloranți sau adaosuri speciale. De obicei, emailul se aplică în unul sau mai multe straturi pe suprafața obiectului ce trebuie protejat sau decorat prin emailare, urmat de încălzirea ansamblului până la realizarea acoperirii permanente și obținerea aspectului tipic sticlos al suprafeței. Deși obiectele purtătoare sunt de obicei din sticlă sau metal, alte suprafețe solide și dure pot fi emailate.
Cuvintele "email" și "E-mail" pot fi ușor confundate, dar cel de-al doilea înseamnă cu totul altceva, și anume electronic mail, în engleză poștă electronică, o abreviere uzuală pentru comunicarea electronică în epoca Internetului.

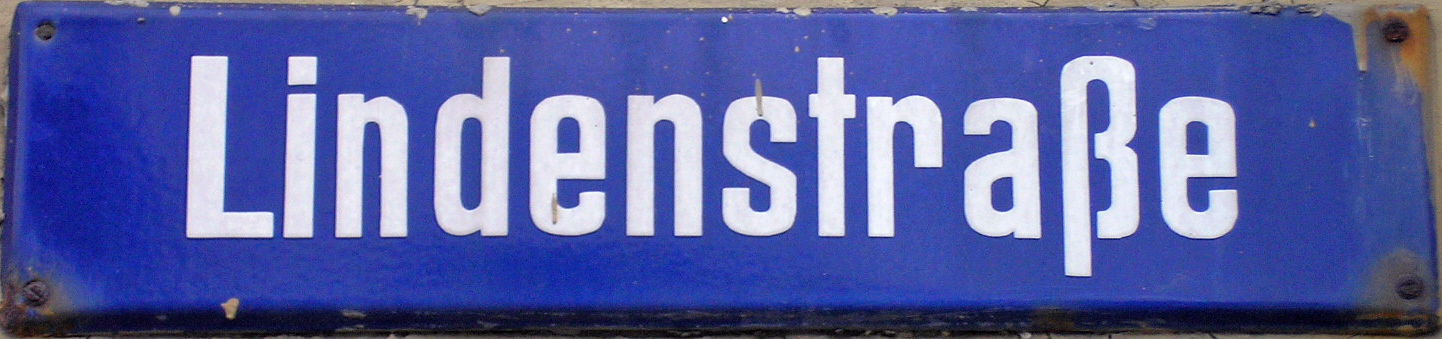
Semn stradal german din metal emailat

## Scurt istoric
Emailarea este o tehnologie larg cunoscută și aplicată încă din antichitatea timpurie, numeroase grupuri umane cunoscând și aplicând tehnica. Începând cu asiro-babilonienii și egiptenii antici, continuând cu hitiții și grecii antici, respectiv trecând prin toate timpurile antichității și Evului Mediu până în zilele noastre, emailarea a fost cunoscută și folosită constant în foarte multe culturi și civilizații. 

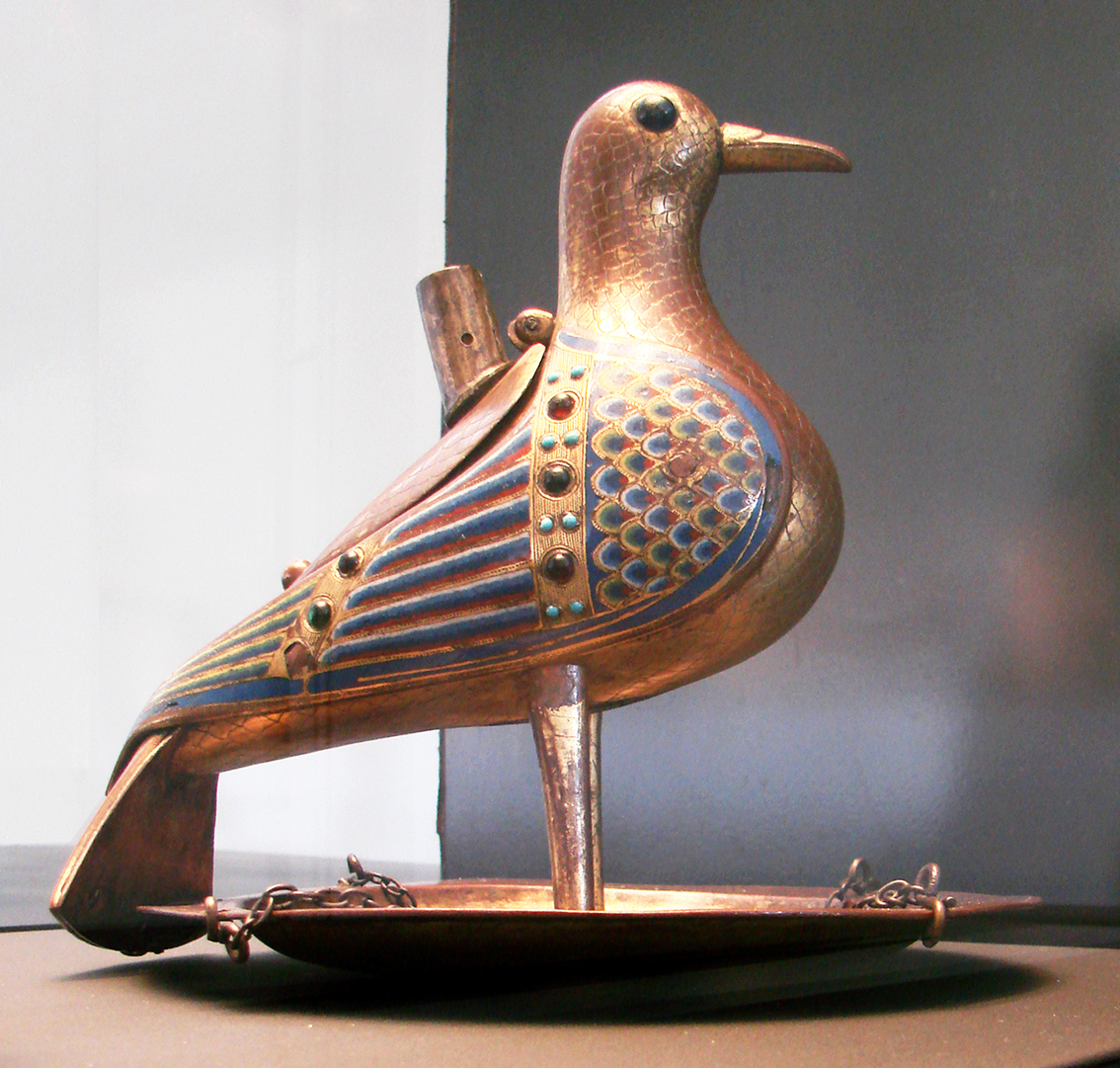
Suport de lumânare – Porumbel decorativ din cupru pictat, încrustat cu pietre prețioase și emailat aflat la Musée Picardie Médiéval – Realizat în orașul francez Limoges, circa 1210 - 1220.

Tehnica emailării a fost cunoscută și aplicată pentru decorarea vaselor de sticlă din timpul Imperiului roman, existând dovezi că a fost de fapt cunoscută anterior, din perioada târzie a Republicii romane în diferite zone ale Europei care erau parte a acesteia, din Insulele britanice până la Marea Neagră. . 
Pulberea folosită la realizarea emailului romanilor (vedeți aici) putea fi produsă fie prin amestecarea pulberilor a diferitelor feluri de sticlă colorată, fie prin amestecarea unei pulberi de sticlă incoloră cu diferiți coloranți, dintre care cei mai obișnuiți erau oxizi metalici. . Cele mai frecvente motive decorative erau fie pictate liber, fie de-a lungul liniilor anterior incizate, tehnică inspirată din tehnici de prelucrare a metalelor similare cu realizarea gravurilor. .
Odată pictate, obiectele supuse emailării, de cele mai multe ori ele însele vase de sticlă, trebuiau să fie supuse procesului de tratare termică, al cărei temperatură trebuia să fie suficient de ridicată pentru a realiza emailarea, dar mai joasă decât temperatura de topire a obiectelor supuse emailării. Cercetătorul Rutti afirmă că producerea vaselor de sticlă emailate ar fi ajuns la un maxim în perioada împăratului Claudius, menținându-se pentru încă circa trei sute de ani înaitea declinului. , deși dovezile arheologice aflate actualmente la dispoziție indică că această tehnică este limitată de studierea a circa 40 de vase și fragmente de vase care sunt cunoscute. 

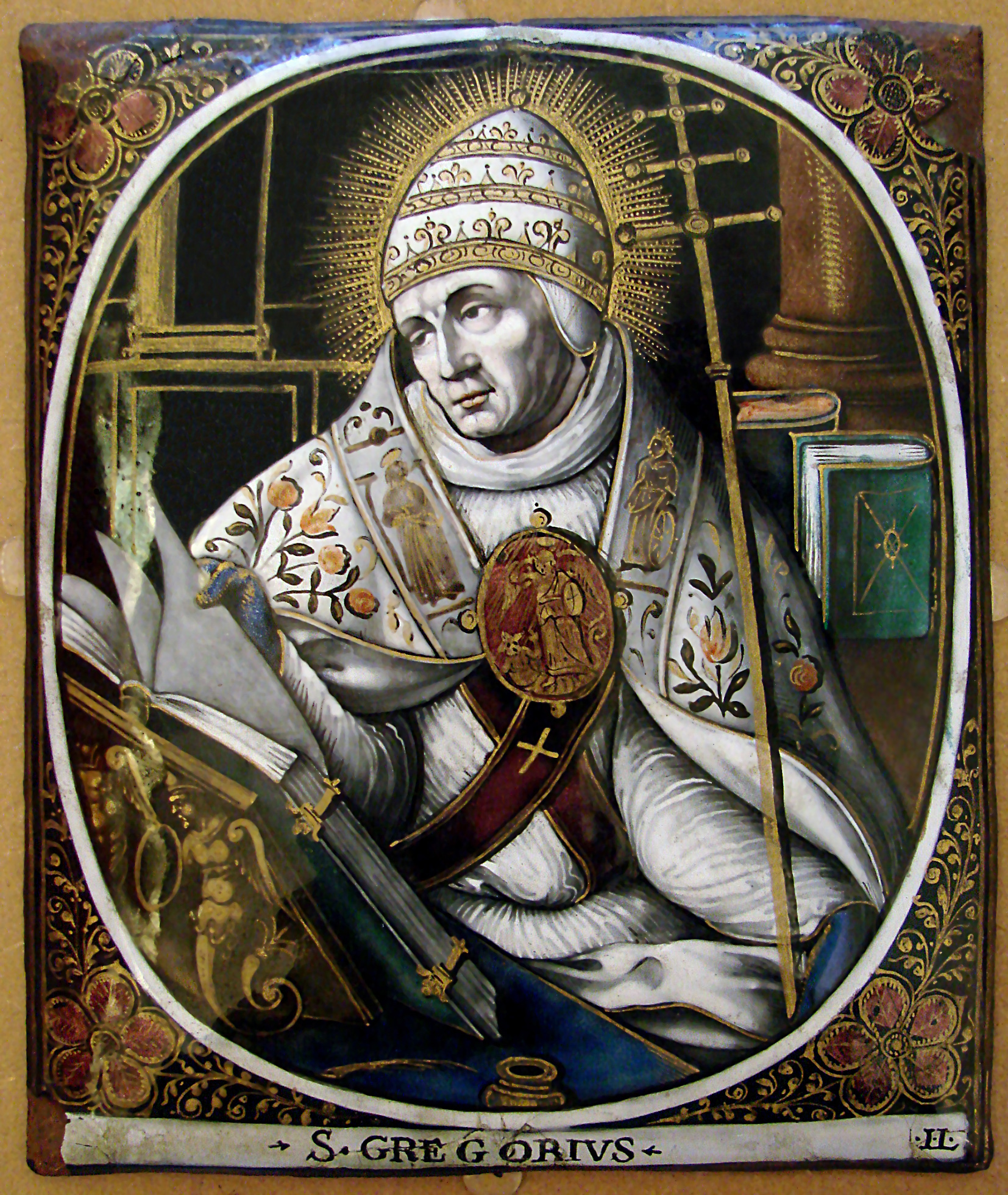
Sfântul Gregoriu cel Mare realizat în email de Limoges – email sticlos pe cupru de Jacques I Laudin.

În istoria modernă a artelor decorative, culorile deschise, asemănătoare cu cele ale pietrelor prețioase a determinat alegerea emailului ca o opțiune predominantă pentru creatorii de bijuterii și bibelouri, oscilând între ouăle fantastice ale lui Peter Carl Fabergé, cutiile din metale emailate ale bijutierilor din cartierul londonez Battersea și/sau vasele decorative indiene sau chinezești realizate din cupru, sau aliaje de cupru, emailat.
Mult mai recent, emailarea a fost una din tehnicile favorite ale artiștilor mișcării artistice Art Nouveau {1890 - 1910), pierzând însă din aderență și amplitudine în deceniile 1920 și 1930, dominate de mișcarea artistică Art Deco.

## Proprietăți

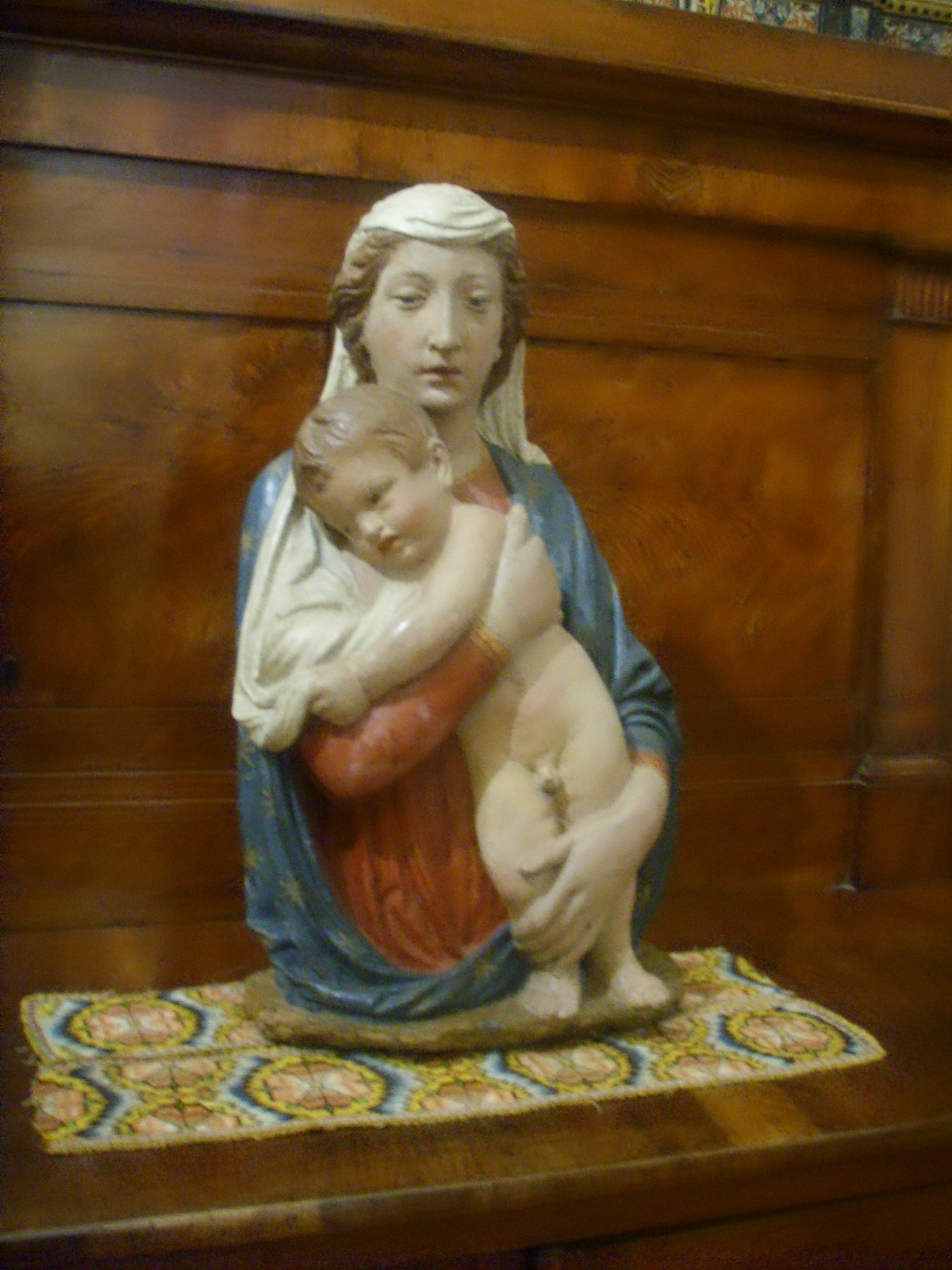
Madona cu pruncul – Biserica Santa Felicita, Florența, Italia – Teracotă pictată și emailată, realizată de Luca della Robbia (1400 - 1482).

## Tehnici de emailare

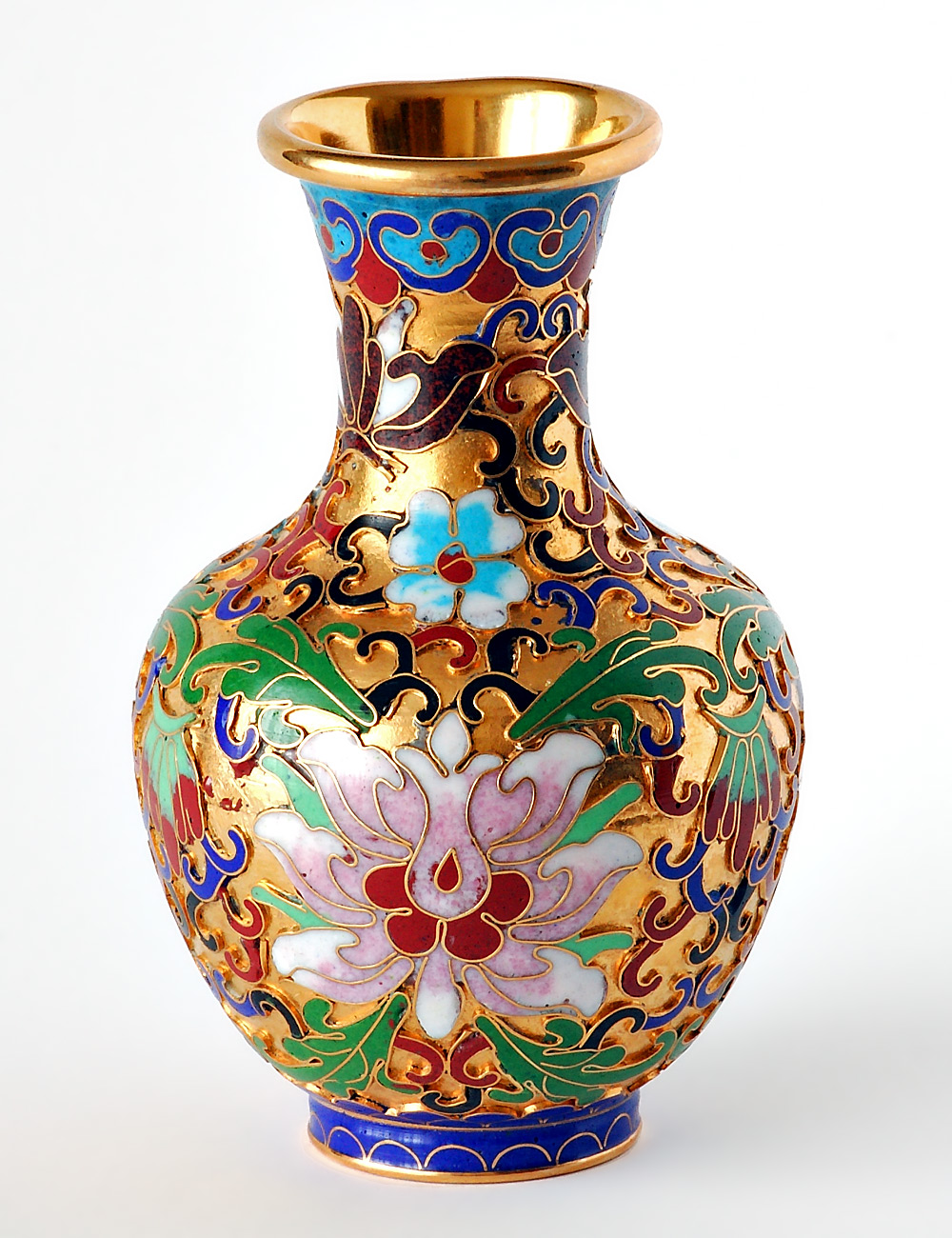
Vas chinezesc decorativ, emailat cu tehnica Cloisonné